# 亚灰树花菌科
亚灰树花菌科（Meripilaceae）又称薄孔菌科，是多孔菌目底下的一个科。著名的物種包括有：舞茸（灰樹花）。这个菌科在1982年被瑞士真菌学家沃尔特·尤利希（Walter Jülich）限制，并以亚灰树花菌属（Meripilus）为这个菌科的典型属。2008年估计在亚灰树花菌科中有7个属和57个物种。

## 屬
- 灰树花菌属（奇果菌屬）（Grifola）
- Henningsia
- Hydnopolyporus
- 亚灰树花菌属（Meripilus）
- Physisporinus
- Pseudonadsoniella – 南极洲, 阿根廷, 加林德斯島[4]
- 硬孔菌屬（Rigidoporus）